# Doctrina de Equidad
La doctrina de equidad (en inglés: Fairness doctrine) fue una política concebida por la Comisión Federal de Comunicaciones de Estados Unidos (FCC). Introducida en 1949, era una política que exigía que los titulares de licencias de transmisión presentaran cuestiones controvertidas de importancia pública y lo hicieran de una manera que reflejara de manera justa los diferentes puntos de vista.
La doctrina tenía 2 elementos básicos: exigía que las emisoras dedicaran parte de su tiempo de emisión a discutir asuntos controvertidos de interés público y a expresar puntos de vista contrastantes sobre esos asuntos. A las estaciones se les dio amplia libertad en cuanto a cómo proporcionar puntos de vista contrastantes: podía hacerse a través de segmentos de noticias, programas de asuntos públicos o editoriales. La doctrina no requería el mismo tiempo para los puntos de vista opuestos, pero exigía que se presentaran puntos de vista contrastantes. 
Si bien el propósito original de la doctrina era garantizar que los espectadores estuvieran expuestos a una diversidad de puntos de vista, fue utilizada por las administraciones Kennedy y Johnson para combatir a los oponentes políticos que operaban en la radio. En 1969, una decisión de la Corte Suprema de los Estados Unidos confirmó el derecho general de la FCC a hacer cumplir la doctrina de equidad cuando los canales estaban limitados. Sin embargo, el tribunal no dictaminó que la FCC estuviera obligada a hacerlo. Los tribunales razonaron que la escasez del espectro de radiodifusión, que limitaba las oportunidades de acceso a las ondas, creaba la necesidad de la doctrina.
En 1987, la FCC abolió la doctrina de equidad, lo que llevó a algunos a instar a su reintroducción a través de la política de la Comisión o de la legislación del Congreso. Sin embargo, posteriormente la FCC eliminó la norma que implementaba la política del Registro Federal en agosto de 2011.
La desaparición de la doctrina ha sido citada como un factor contribuyente al creciente nivel de polarización política en Estados Unidos.